# Aylthon Brandão Joly
Aylthon Brandão Joly (Itatiba, São Paulo, 15 de noviembre de 1924 — 29 de agosto de 1975) fue un profesor, botánico y algólogo brasileño.
Realiza su bachillerato en el Colegio del Estado de Santos. Ingresa a la carrera de Historia Natural de la Facultad de Filosofía, Ciencias y Letras de la Universidad de São Paulo, en 1943, graduándose en 1945. Ingresa al Departamento de Botánica, como auxiliar técnico, en 1944. En 1946, inicia su carrera docente, doctorándose en Ciencias en 1950.
En 1957, presta concurso para Docente libre; en 1962, para profesor asociado (adjunto); y en 1973, para profesor titular, ya en el Instituto de Biociencias de la Universidad de São Paulo. Fue becario del The Rockefeller Foundation y "Miembro" de la Guggenheim Memorial Foundation, y también recibe numerosos subsidios del Consejo Nacional de Pesquisas, de la "Fundação de Amparo à Pesquisa do Estado de São Paulo" y de Unesco (París).
Publica varios libros, y produce casi un centenar de artículos especializados. Recibe el Premio Jabuti de Literatura, de la "Câmara Brasileira do Livro", por el mejor texto del área de Ciencias biológicas, en 1966. Dio cursos de su especialidad en Argentina (1962) y en Estados Unidos (1971).
Dio cursos en numerosas universidades brasileñas. Orientó en el doctorado y en mestrías de veinte discípulos, habiendo formado numerosos científicos brasileños y extranjeros. Fue iniciador del estudio de algas marinas en Brasil, donde reunió a numerosos discípulos. Funda el Departamento de Botánica de la Universidad Estatal de Campinas y fue su primer director. Fue jefe del Departamento de Botánica y vicedirector del "Instituto de Biociencias de la Universidad de São Paulo.

## Honores

### Eponimia
- (Velloziaceae) Vellozia jolyi L.B.Sm.[1]

- (Xyridaceae) Xyris jolyi Wand. & Cerati [2]
- La abreviatura «A.B.Joly» se emplea para indicar a Aylthon Brandão Joly como autoridad en la descripción y clasificación científica de los vegetales.[3]